# 克雷迪雷山
45°36′07″N 06°33′57″E / 45.60194°N 6.56583°E

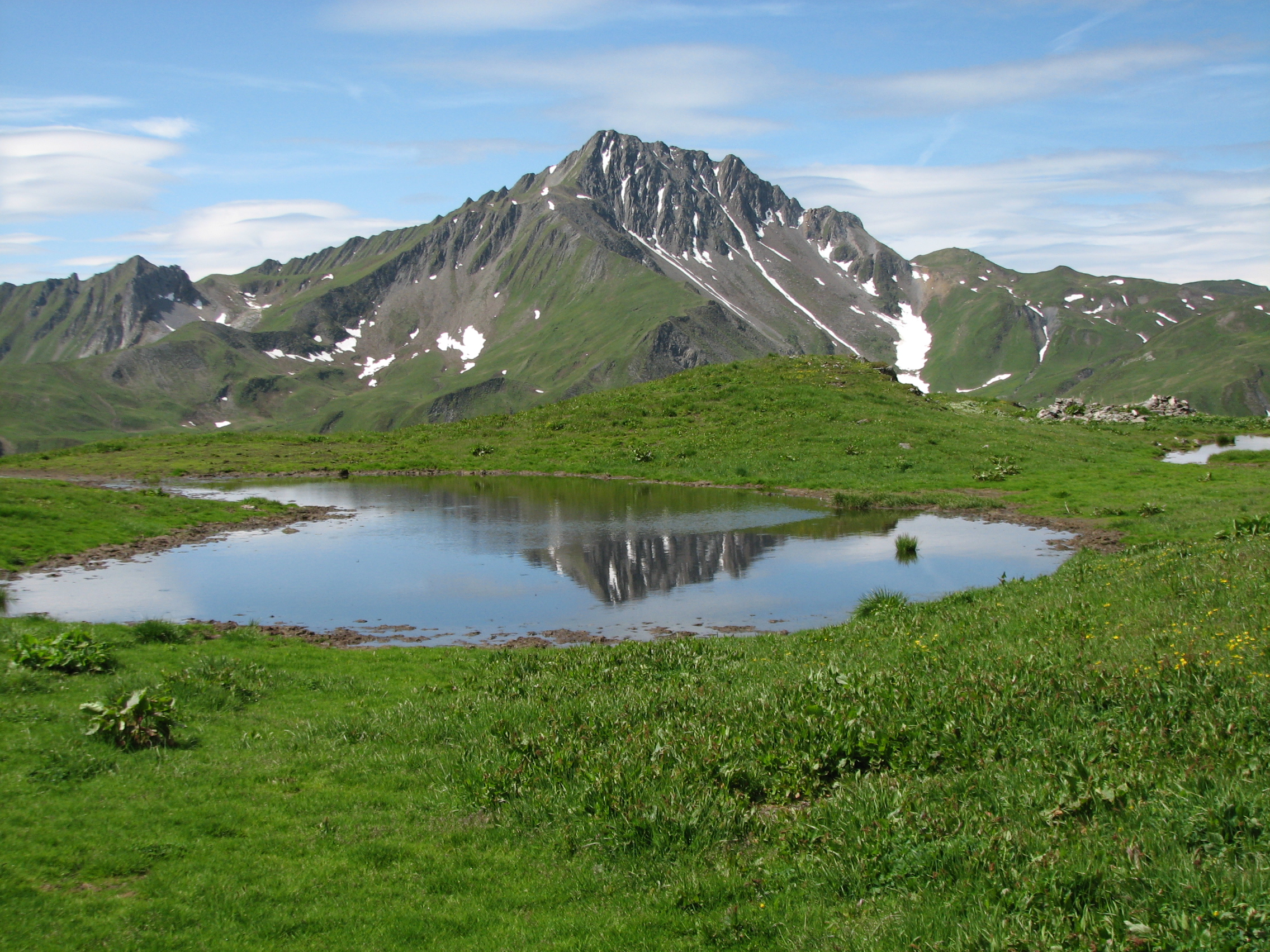

克雷迪雷山（法語：Crêt du Rey），是法國的山峰，位於該國東南部，由奧文尼-隆-阿爾卑斯大區負責管轄，屬於博福爾坦山的一部分，海拔高度2,633米，每年平均降雨量1,567毫米。